# (73537) 2003 OC15
(73537) 2003 OC15 – planetoida z pasa głównego asteroid okrążająca Słońce w ciągu 5,17 lat w średniej odległości 2,99 j.a. Odkryta 22 lipca 2003 roku.